# قنات‌سازی و قنات‌داری
قنات سازی و قنات‌داری کتابی از عبدالکریم بهنیا است که در سال ۱۳۶۷ منتشر و در مراسم کتاب سال جمهوری اسلامی ایران به‌عنوان کتاب برگزیده معرفی شد.